# Lipsanoteca

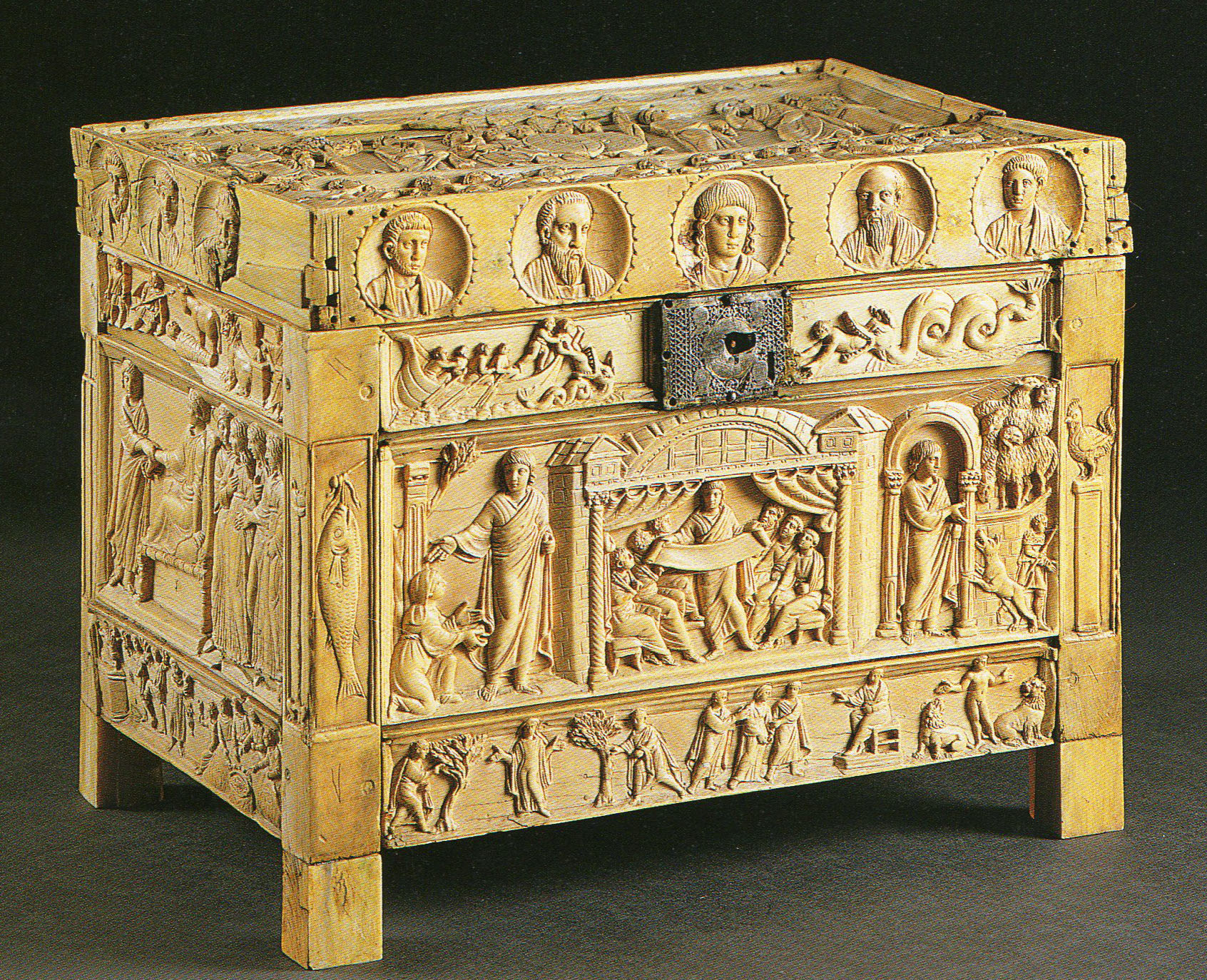
Lipsanoteca de Brescia

Una lipsanoteca és un recipient amb tapa utilitzat per contenir petites relíquies durant el període romànic. Solen estar tallades en fusta.
La decoració acostuma a presentar faixes horitzontals policromades, amb motius geomètrics o atàurics (dissenys vegetals) i fins i tot inscripcions incises en caràcters cúfics. Poden presentar diferents estructures:
- Ovoide, amb cares tornejades i secció cilíndrica, tapa cònica i nansa tornejada
- Rectangular, amb tapa lliscant o d'encaix.
- Cilíndrica, amb tapa d'encaix.

## Etimologia
La paraula catalana prové del llatí medieval lipsanotheca, que al seu torn es forma per combinació de dues paraules en grec clàssic, λείψανον leípsanon 'relíquia' y θήκη thḗkē 'capsa'.

## Context històric
La litúrgia cristiana considera l'Eucaristia el més important dels seus sagraments, que el sacerdot celebra damunt l'altar, en el qual sempre hi ha un espai que conté les relíquies de la seva consagració.
L'origen de la presència de relíquies en l'altar sembla que és el costum de celebrar, a l'inici del cristianisme, el sacrifici eucarístic sobre la tomba d'un màrtir. Aquesta pràctica portà l'Església a disposar i decretar que no fos permesa la consagració de cap altar o ara sense la presència en el seu interior de les restes mortals d'un testimoni de la fe.
Les relíquies es dipositaven en un estoig o contenidor i s'acostumaven a embolcallar amb teixits, alhora que s'acompanyaven amb petits pergamins que les identificaven o que informaven de la data de consagració de l'altar o de l'església. Aquests contenidors se segellaven a fi de guardar-ne intacte el contingut i es dipositaven en una cavitat o un reconditori excavat a l'altar. Entre els exemplars més antics coneguts, es pot citar la lipsanoteca de Brescia –Museu Cristià de Brescia (Itàlia)–, del segle iv dC, de gust clàssic.
Per tal de poder celebrar missa en altars encara no consagrats o en llocs fora del recinte sagrat, s'utilitzaven les ares portàtils, petites peces consagrades –la majoria de pedra– i que tenen un loculus (petit lloc) destinat a contenir –simplement embolcallades– les relíquies de la consagració.

## Lipsanoteques destacades

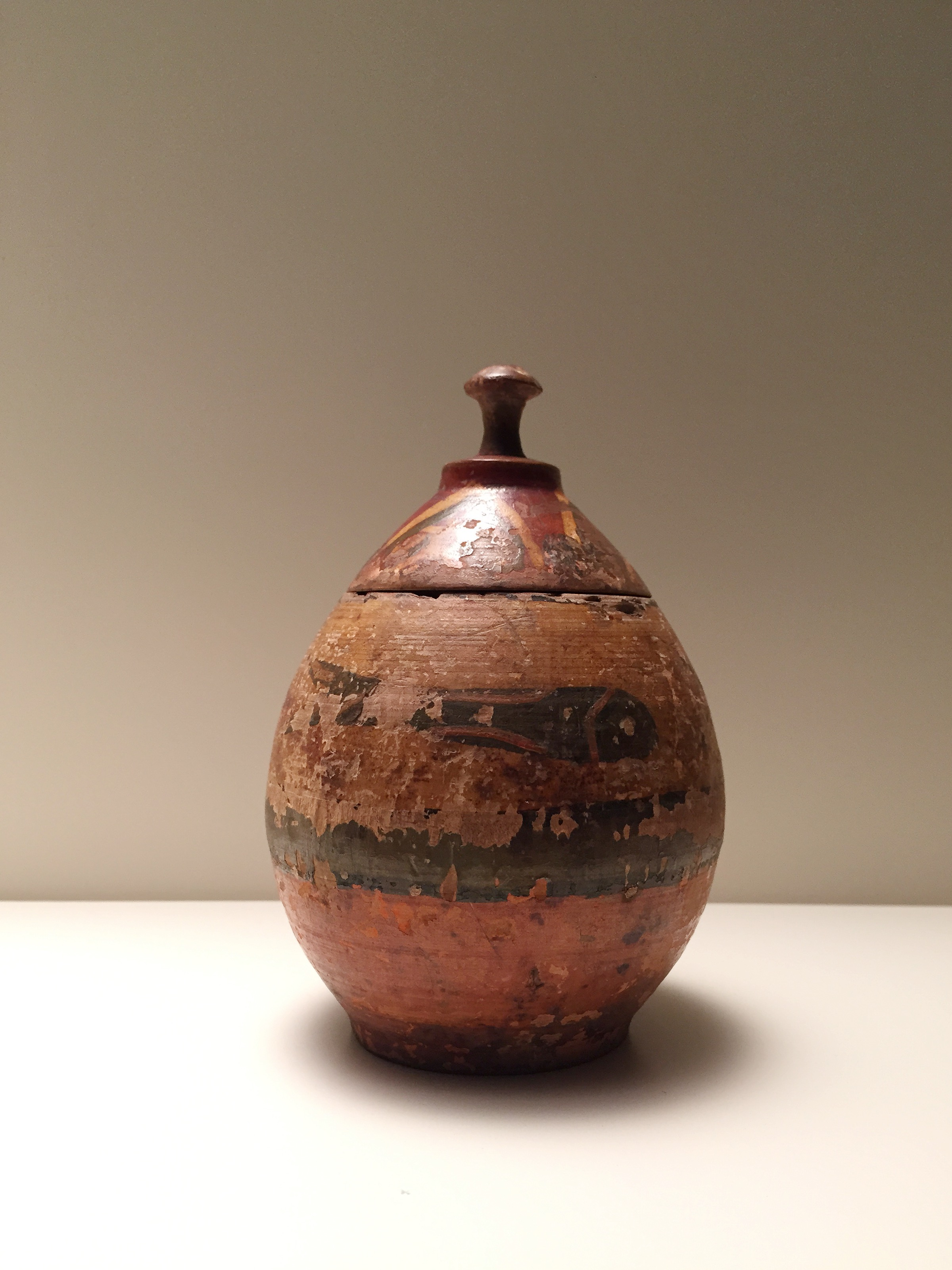
Lipsanoteca de Taüll, conservada al Museu Nacional d'Art de Catalunya

A Catalunya es conserva un bon nombre de lipsanoteques d'època medieval. Per bé que moltes foren realitzades expressament per a aquest ús amb formes –caixes quadrades, rectangulars, ovalades, en forma d'arca, etc–, materials –argent, ivori, fusta, alabastre, plom, etc– i mides diverses, d'altres són contenidors reutilitzats –ampolles de vidre hispanoàrab, o objectes metàl·lics d'origen islàmic per exemple–, utilitzats originalment com a contenidors de perfums i medicaments i executats amb materials preuats.
El Museu Nacional d'Art de Catalunya conserva una interessant col·lecció d'aquestes peces, procedents de diverses esglésies i monestirs romànics. El Museu d'Art de Girona conserva la Lipsanoteca de Bestracà, del segle xii. El Museu Marès conserva una petita col·lecció de lipsanoteques medievals d'alabastre, la forma de les quals recorda la dels sarcòfags.